# Ziguinchor (region)

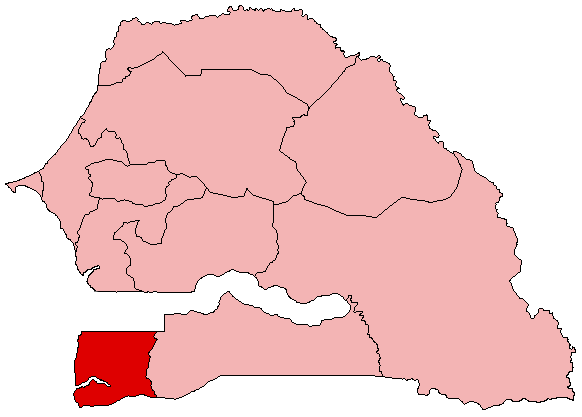
Ziguinchorregionen

Ziguinchor är en av Senegals fjorton regioner. Den ligger i området Casamance i sydvästra Senegal och kallas även Basse Casamance (franska) eller Baixa Casamança (portugisiska). Regionen har 468 897 invånare (31 december 2007) på en yta av 7 339 km². Administrativ huvudort är staden Ziguinchor.

## Administrativ indelning
Regionen är indelad i tre departement (département) som vidare är indelade i kommuner (commune), distrikt (arrondissement) och glesbygdskommuner (communaute rurale).
Bignonas departement
- Kommuner: Bignona, Thionck-Essyl
- Distrikt: Diouloulou, Sindian, Tendouck, Tenghory

Oussouyes departement
- Kommun: Oussouye
- Distrikt: Cabrousse, Loudia Ouloff

Ziguinchors departement
- Kommun: Ziguinchor
- Distrikt: Niaguis, Niassia